# ترایمف (لوئیزیانا)
ترایمف (به انگلیسی: Triumph) شهری در ایالت لوئیزیانا کشور ایالات متحده آمریکا است که جمعیت آن در سرشماری سال ۲۰۱۰ میلادی، ۲۱۶ نفر بوده‌است.